# Sylta Busse
Sylta Busse (* 7. Juli 1906 in Westerland, Sylt; † 3. März 1989 in Augsburg) war eine deutsche Kostümbildnerin.
Die Tochter von Marie Busse geb. Sachse und dem Maler und Hotelier Georg August Busse (1867–1947) war zunächst als Zeichnerin und Buchbinderin in Berlin tätig. Früh heiratete sie den ungarischen Journalisten und Fotoreporter jüdischer Abstammung János Reismann. Wegen der politischen Lage war die Rückkehr von einer gemeinsamen Moskaureise 1933 nach Deutschland nicht mehr möglich, weshalb sie sich in der Sowjetunion niederließen. 1933–1938 war sie als Kostümbildnerin in Moskau und Kiew tätig, bevor sie 1938 nach Paris umsiedelte, wo sie am Emigrantentheater arbeitete. 1940 wurde sie verhaftet und im Camp de Rieucros in Mende, Département Lozère interniert. Dort entstanden drei Skizzenbücher mit Zeichnungen von Prostituierten, Zigeunerinnen und anderen Lagerinsassinnen. 1941 bis 1945 folgten Aufenthalte in verschiedenen Heilstätten als Folge der Inhaftierung. 
Ab 1946 arbeitete Busse als Kostümbildnerin und Leiterin der Gewandabteilung im Schauspielhaus Stuttgart, später als künstlerische Assistentin und Gewandmeisterin am Staatstheater Stuttgart. Dort begann die Zusammenarbeit mit Hans-Ulrich Schmückle, den sie 1957 heiratete. Ab 1958 war sie Kostümbildnerin an zahlreichen nationalen und internationalen Bühnen. Sie nahm an verschiedenen Ausstellungen teil und arbeitete mit vielen bedeutenden Intendanten und Regisseuren, u. a. mit Boris Erdmann, Walter Felsenstein, István Kertész, Fritz Kortner, Gabor Ötvös, Erwin Piscator, Hermann Scherchen, Maxim Vallentin, Helene Weigel und Manfred Wekwerth.
Der künstlerische Nachlass von Sylta Busse ist im Sylta-Busse-Archiv der Akademie der Künste (Berlin) archiviert.

## Schriften
- Mit Hans-Ulrich Schmückle: Theaterarbeit. Eine Dokumentation. Hrsg. Eckehart Nölle. 1985. ISBN 3-44612017-3
- Mechthild Gilzmer: Fraueninternierungslager in Frankreich: Rieucros und Brens / Orlandofrauenverlag ISBN 3-929823-10-1